# Sofia Jernberg
Sofia Jernberg, född 15 juli 1983 i Etiopien, är en svensk jazzsångare och kompositör.
Sofia Jernberg utbildade sig på Fridhems folkhögskolas jazzlinje 2002–2004 och på Gotlands tonsättarskola. Hon fick år 2008 Kungliga Musikaliska Akademiens jazzpris för "ett nyskapande och kompromisslöst konstnärskap. En orädd musiker som med nyfikenhet och stor aptit på all sorts musik bryter ny mark i området mellan jazz och konstmusik".
Sofia Jernberg leder tillsammans med pianisten Cecilia Persson gruppen Paavo. Gruppen fick 2007 Jazzkatten av Sveriges Radio. Hon leder också tillsammans med den franska pianisten Eve Risser gruppen The New Songs.
Jernberg är också verksam inom konstmusiken, både som exekutör och tonsättare. Som sångerska har hon bland annat uruppfört musik av Lars Bröndum. Hon var solist med Norrbotten NEO vid framförandet av Arnold Schönbergs Pierrot Lunaire. Jernberg har komponerat för flera av Sveriges mest etablerade ensembler, däribland Duo ego och Norrbotten NEO.
Jernberg är sedan 2011 ledamot i Musikverkets konstnärliga råd och utsågs 2025 till ledamot av Musikaliska Akademien.

## Priser och utmärkelser
- 2007 – Jazzkatten som ”Årets jazzgrupp” med Paavo
- 2008 – Kungliga Musikaliska Akademiens Jazzpris
- 2009 – Jazzkatten som ”Årets kompositör”
- 2025 – Lars Gullin-priset

## Diskografi

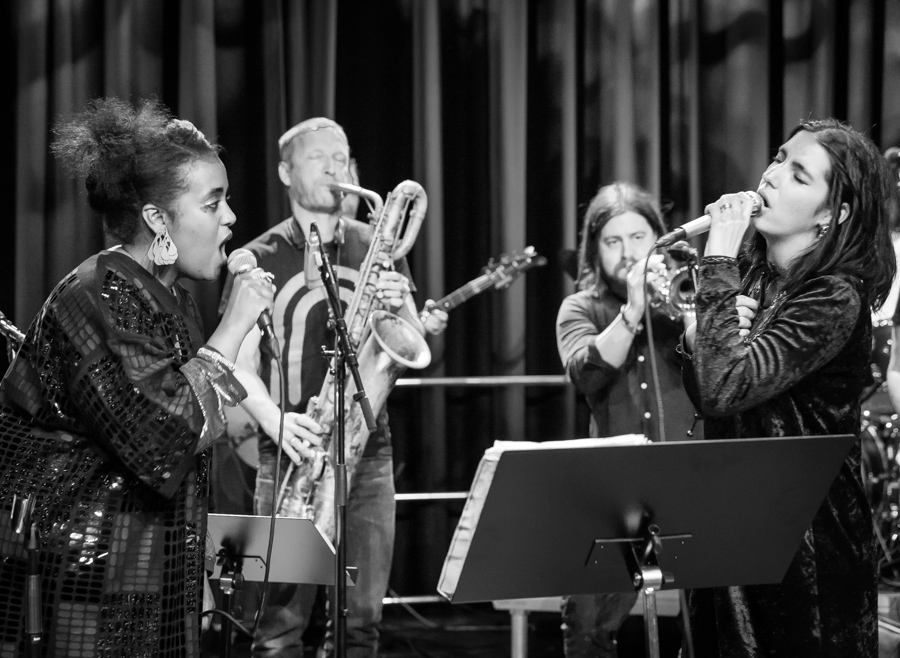
Sofia Jernberg med Mats Gustafsson och Miriam Wallentin i Fire! Orchestras under Oslo Jazzfestival 2016

- 2007 – paavo (med gruppen Paavo) – Apart Records APCD008
- 2009 – Crochet (med norska cellisten Lene Grenager) – Olof Bright OBCD25
- 2010 – Cançó del Paó (med gruppen Paavo) – Found You Recordings FYR013
- 2013 – The Third Song of the Peacock (med gruppen Paavo) – Found You Recordings FYR024